# 内需洞
内需洞（ネスどう、ネスドン）は、ソウル特別市鐘路区にある法定洞である。行政洞である社稷洞の管轄下にある。北には内資洞、東には都染洞、南には唐珠洞・新門路2街、西には社稷洞と接している。

## 洞名の由来
内需という地名は、朝鮮時代の王室財政の管理のために設置されていた官庁である内需司から由来した。

## 名所
駐韓コンゴ民主共和国大使館がセムナン路3ギル30番建物（内需洞167番地）に位置する。

## 交通
バスや鉄道は内需洞を通らない。そして、路級道路も無い。